# Марчмент, Мейсон
Мейсон Марчмент (англ. Mason Marchment; род. 18 июня 1995, Аксбридж, Онтарио, Канада) — канадский хоккеист, нападающий клуба НХЛ «Сиэтл Кракен».

## Карьера

### Юниорская
Мейсон только в 19 лет начал выступать в одной из главных юниорских лиг (хоккейной лиге Онтарио), где успел поиграть за 3 команды. Марчмент не был выбран на драфте. В 2016 году Марчмент подписал контракт на выступление в АХЛ с «Торонто Мейпл Лифс», после чего отправился в фарм-клуб «Торонто Марлис».

### Профессиональная
17 марта 2018 года он подписал уже двусторонний двухлетний контракт новичка с «Торонто Мейпл Лифс». В 2018 Мейсон вместе с «Торонто Марлис» выиграл Кубок Колдера, в финальном матче против «Техас Старз» он забил 2 гола. До 2020 года Марчмент выступал в АХЛ. В НХЛ Мейсон дебютировал 1 января 2020 года в матче против «Виннипег Джетс». 19 февраля того же года он был обменян во «Флориду Пантерз» на Дениса Мальгина.
3 ноября 2020 года Марчмент подписал двусторонний однолетний контракт с «Флоридой». 5 апреля 2021 года игрок и клуб продлили контракт ещё на 1 год. 31 января 2022 года Мейсон набрал 6 (2+4) очков в одном матче против «Коламбус Блю Джекетс», который Флорида выиграла 8-4, повторив рекорд франшизы по количеству очков в одном матче. 18 февраля того же года Марчмент офомил свой первый хет-трик в НХЛ в матче против «Миннесоты Уайлд», который «Флорида» выиграла 6-2.
13 июля 2022 года в качестве свободного агента Марчмент подписал 4-летний контракт с «Даллас Старз» на сумму $18 млн. В дебютном матче за «Даллас» Мейсон забил 2 шайбы «Нэшвилл Предаторз», который «Даллас» выиграл 4-1.
19 июня 2025 года был обменян в «Сиэтл Кракен» на выбор в четвёртом раунде драфта 2025 года и третьем раунде драфта 2026 года.

## Личная жизнь
Сын хоккеиста Брайана Марчмента, игравшего на позиции защитника и проведшего 16 сезонов в НХЛ.